# Wawrzyniec z Ripafratta
Wawrzyniec z Ripafratta (ur. w Ripafratcie, zm. 27 września 1456 w Pistoi) – włoski błogosławiony Kościoła katolickiego.

## Życiorys
Będąc diakonem przyjął habit dominikański. Nowicjat odbył w Cortonie, a po 1401 roku pełnił funkcję przeora w Fabriano. Na stałe zamieszkał w Pistoi. Zmarł 27 września 1456 roku w Pistoi. Jego kult jako błogosławionego został zaaprobowany przez Piusa IX w 1851 roku. Wspomnienie liturgiczne obchodzone jest w dies natalis (27 września).